# Magneti Marelli
Magneti Marelli S.p.A. je italijansko podjetje, ki izdeluje komponente za motorna vozila. Podjetje ima 38000 zaposlenih in je podružnica skupine Fiat. Sedež podjetja je v Corbetti, Lombardija. Podjetje sta leta 1919 ustanovili Ercole Marelli in podjetje Fiat kot F.I.M.M. - Fabbrica Italiana Magneti Marelli. Sprva so proizvajali vžigalne magnete in električno opremo.
Podjetje proizvaja tudi varnostno opremo, osvetljavo vozil, avtomobilske računalnike, sisteme za nadzor pogona, vzmetenja, izpuha in drugo. 
Magneti Marelli razvija tudi sisteme za dirkalnike Formula 1,  Grand Prix motocikle in World Rally Championship.